# Shadows Collide with People
| Совокупная оценка    | Совокупная оценка |
| Источник             | Оценка            |
| -------------------- | ----------------- |
| Metacritic           | 70/100            |
| Оценки критиков      |                   |
| Источник             | Оценка            |
| Allmusic             | [ 2 ]             |
| Blender              | [ 3 ]             |
| Entertainment Weekly | B                 |
| The Guardian         | [ 5 ]             |
| Mojo                 | [ 6 ]             |
| Pitchfork            | 6.9/10            |
| Rolling Stone        | [ 8 ]             |
| Stylus Magazine      | A−                |
| Tiny Mix Tapes       | [ 10 ]            |
| Uncut                | [ 11 ]            |

Shadows Collide with People (с англ. — «Тени Сталкиваются с Людьми») —  четвёртый студийный альбом музыканта Джона Фрушанте, выпущенный 24 февраля 2004 года. Альбом был написан во время записи альбома By the Way (2002) группы Red Hot Chili Peppers, в которой он был гитаристом и считается его самой достойной работой, смесь гитарного Альтернативного рока, народных баллад, и Электроники. Фрушанте заявил, что Shadows Collide with People стал самым дорогим его сольным альбомом, стоящий примерно 150,000$, это отличает его от других сольных альбомов Фрушанте, которые имели маленький бюджет и были записаны дома. Фрушанте сказал:
Я устал от того, что люди называют мои работы испорченными и непрофессиональными.Джон Фрушанте
Фли играет на Контрабасе в последней песне «The Slaughter». Все песни были написаны Джоном Фрушанте, исключая «Omission» и «-00Ghost27» которые были написаны вместе с Джошем Клингхоффером, который позже заменил Фрушанте в Red Hot Chili Peppers. Клингхоффер и Фрушанте разделили авторство в таких аспектах как «Вокал, Гитара, Бас, Синтезатор и Ударные». Shadows Collide with People — это единственный сольный альбом Фрушанте, который был записан с барабанщиком Red Hot Chili Peppers Чадом Смитом.
Фрушанте также выпустил акустические и демозаписи на своем официальном сайте как замена пластинке. В демозаписях, Джош Клингхоффер участвует как барабанщик. Промо версия альбома была сделана с песнями, «Omission», «Song to Sing When I’m Lonely», и «Failure33Object».
Альбом занял 191 место в рейтинге Billboard 200 и 11 место на Heatseekers.
На виниле альбома, слова «В одном шаге» были написаны на A-Side, «В тенях хранятся тайны» на B-Side, «Намёк на печаль» на C-Side, и '«То, о чём они меньше всего подозревают, будет следующим» на D-Side. Всё это были подсказки на текста к следующему альбому Джона The Will to Death (2004), особенно песни «The Will to Death» (A-Side), «The Days Have Turned» (B и D-Side), и «Loss» (C-Side).

## Список Композиций

### Издание на виниле
Слова и музыка всех песен — Джон Фрушанте, кроме указанных иначе.
| №                   | Название                            | Автор(ы)                   | Перевод             | Длительность |
| ------------------- | ----------------------------------- | -------------------------- | ------------------- | ------------ |
| 1.                  | «Carvel»                            |                            | Карвел              | 6:14         |
| 2.                  | «Omission» (feat. Джош Клингхоффер) | Фрушанте, Джош Клингхоффер | Упущение            | 4:34         |
| 3.                  | «Regret»                            |                            | Сожалею             | 2:58         |
| 4.                  | «Ricky»                             |                            | Рики                | 3:57         |
| 5.                  | «Second Walk»                       |                            | Вторая Прогулка     | 1:42         |
| Общая длительность: | Общая длительность:                 | Общая длительность:        | Общая длительность: | 19:25        |

| №                   | Название                         | Автор(ы)              | Перевод             | Длительность |
| ------------------- | -------------------------------- | --------------------- | ------------------- | ------------ |
| 6.                  | «Every Person»                   |                       | Каждый Человек      | 2:38         |
| 7.                  | «-00Ghost27» (инструментал)      | Фрушанте, Клингхоффер | -00Призрак27        | 3:50         |
| 8.                  | «Wednesday's Song»               |                       | Песня Cреды         | 3:31         |
| 9.                  | «This Cold»                      |                       | Этот Холод          | 2:00         |
| 10.                 | «Failure33Object» (инструментал) |                       | Сбой33Объект        | 2:55         |
| Общая длительность: | Общая длительность:              | Общая длительность:   | Общая длительность: | 14:54        |

| №                   | Название                       | Перевод                              | Длительность |
| ------------------- | ------------------------------ | ------------------------------------ | ------------ |
| 11.                 | «Song to Sing When I'm Lonely» | Песня, Которая Поётся, Когда Одиноко | 3:17         |
| 12.                 | «Time Goes Back»               | Время Идёт Вспять                    | 3:23         |
| 13.                 | «In Relief»                    | С Облегчением                        | 3:36         |
| 14.                 | «Water»                        | Вода                                 | 4:06         |
| Общая длительность: | Общая длительность:            | Общая длительность:                  | 14:22        |

| №                   | Название                         | Перевод                   | Длительность |
| ------------------- | -------------------------------- | ------------------------- | ------------ |
| 15.                 | «Cut-Out»                        | Вырез                     | 3:34         |
| 16.                 | «Chances»                        | Шансы                     | 1:50         |
| 17.                 | «23 go in to End» (инструментал) | 23 Перейдите к Завершению | 6:42         |
| 18.                 | «The Slaughter»                  | Бойня                     | 3:52         |
| Общая длительность: | Общая длительность:              | Общая длительность:       | 15:58        |

| №                   | Название            | Перевод                | Длительность |
| ------------------- | ------------------- | ---------------------- | ------------ |
| 15.                 | «Of Before»         | О Том, что Было Раньше | 3:17         |
| Общая длительность: | Общая длительность: | Общая длительность:    | 67:56        |

### Акустическая Версия
| №                   | Название                       | Автор(ы)                        | Длительность |
| ------------------- | ------------------------------ | ------------------------------- | ------------ |
| 1.                  | «Carvel»                       |                                 | 4:17         |
| 2.                  | «Omission»                     | Джон Фрушанте, Джош Клингхоффер | 4:36         |
| 3.                  | «Regret»                       |                                 | 2:50         |
| 4.                  | «Ricky»                        |                                 | 3:44         |
| 5.                  | «Second Walk»                  |                                 | 1:41         |
| 6.                  | «Every Person»                 |                                 | 1:53         |
| 7.                  | «Wednesday's Song»             |                                 | 3:48         |
| 8.                  | «This Cold»                    |                                 | 1:30         |
| 9.                  | «Song to Sing When I'm Lonely» |                                 | 3:18         |
| 10.                 | «Time Goes Back»               |                                 | 3:23         |
| 11.                 | «In Relief»                    |                                 | 3:27         |
| 12.                 | «Water»                        |                                 | 3:07         |
| 13.                 | «Cut-Out»                      |                                 | 3:32         |
| 14.                 | «Chances»                      |                                 | 1:53         |
| 15.                 | «The Slaughter»                |                                 | 3:56         |
| Общая длительность: | Общая длительность:            | Общая длительность:             | 43:35        |

### Демо Версия
| №                   | Название                                                  | Автор(ы)                        | Длительность |
| ------------------- | --------------------------------------------------------- | ------------------------------- | ------------ |
| 1.                  | «Omission»                                                | Джон Фрушанте, Джош Клингхоффер | 3:31         |
| 2.                  | «The Slaughter»                                           |                                 | 4:04         |
| 3.                  | «Ricky Nelson» (Оригинальное название песни "Ricky")      |                                 | 3:51         |
| 4.                  | «Cut-Out»                                                 |                                 | 3:26         |
| 5.                  | «In Relief»                                               |                                 | 2:28         |
| 6.                  | «Every Person»                                            |                                 | 2:04         |
| 7.                  | «Time Goes Back»                                          |                                 | 3:26         |
| 8.                  | «I Regret My Past» (Оригинальное название песни "Regret") |                                 | 3:01         |
| 9.                  | «Carvel»                                                  |                                 | 4:15         |
| Общая длительность: | Общая длительность:                                       | Общая длительность:             | 29:26        |

## Персонал
- Джон Фрушанте — Вокал и Бэк-Вокал, Акустическая и Электрогитара, Синтезатор, Бас, Пианино, Меллотрон, Продюсер, Помощник Художника
- Джош Клингхоффер — Вокал (на песне «Omission»), Бэк-Вокал, Бас, Электрогитара, Синтезатор, Пианино, Меллотрон, Synare, Вокодер, Ударные, Литавры
- Чад Смит — Барабаны, Ударные
- Фли — Контрабас (на песне «The Slaughter»)
- Омар Альфредо Родригес-Лопес — Слайд гитара (на песнях «Chances», «23 Go in to end»)
- Грег Кёрстин — Электронное пианино (на песне «Of Before»)
- Чарли Клоузер — Оркестровка (на песнях «Regret» и «Chances»)

Production
- Джим Скотт — Сведение
- Райан Хеввит — Инженер
- Дэйв Ли — Техник по Оборудованию
- Итан Мэйтс — Инженер
- Крис Хоумс — Ассистент
- Крис Ойно — Ассистент
- Джо Мэнкин — Ассистент
- Алекс Маршалл — Ассистент
- Дэниэл К. Джонс — Ассистент
- Серена Деакин — Ассистент
- Берни Грюндман — Мастеринг
- Рене Рикард — Обложка Альбома
- Винсент Галло — Фотография
- Ричард С. Гудхарт — Дизайн